# Feargus Urquhart
Feargus Urquhart (1970. április 19. –) skót videójáték-fejlesztő és az ezzel foglalkozó Obsidian Entertainment igazgatója.

## Pályafutása
Leginkább az Interplay Entertainmentnél, illetve annak leányvállatának, a Black Isle Studiosnak a vezetőjeként ismert. Az 1996-ban alapított cég az Interplay belső játékfejlesztőjeként számos ismert és elismert szerepjátékot készített, mint például az Icewind Dale, a Planescape: Torment és a Fallout 2. Amikor az Interplay rossz anyagi helyzetbe került, és feloszlatta a Black Isle céget, Urquhart és számos korábbi alkalmazott összefogott, és megalapította az új fejlesztőcéget, amit Obsidian Entertainmentnek neveztek el. Legutóbbi munkájuk a Dungeon Siege III volt.